# 伊韦尔尼
伊韦尔尼（法語：Ivergny，法语发音：[ivɛʁɲi]）是法国上法蘭西大區加来海峡省的一个市镇，属于阿拉斯区。

## 地理
伊韦尔尼（50°14'20"N, 2°23'33"E）面积7.34 平方千米，位于法国上法蘭西大區加来海峡省，该省份为法国北部沿海省份，西北濒北海，南至索姆省，东临北部省。
与伊韦尔尼接壤的市镇（或旧市镇、城区）包括：埃斯特雷瓦曼、博德里库尔、康什河畔勒布勒沃、勒布勒维耶特、勒苏伊什、叙圣莱热、布雷维莱尔、吕舍。

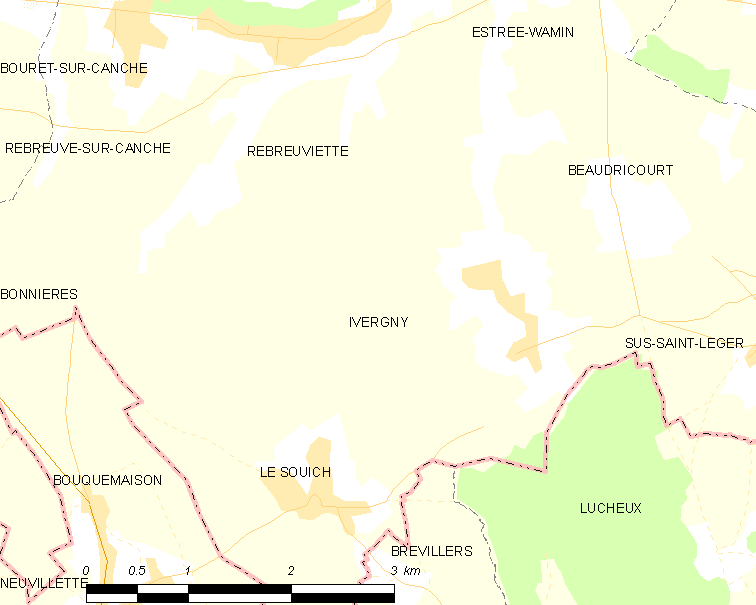
伊韦尔尼的OSM定位图

伊韦尔尼的时区为UTC+01:00、UTC+02:00（夏令时）。

## 行政
伊韦尔尼的邮政编码为62810，INSEE市镇编码为62475。

## 政治
伊韦尔尼所属的省级选区为阿韦讷勒孔特县。

## 人口

1962-2008年间伊韦尔尼人口变化图示

伊韦尔尼于2022年1月1日时的人口数量为240人。